# Alexandre Benois
Alexandre Benois (también Aleksandr Nikoláievich Benois) (San Petersburgo, 4 de mayo de 1870 - París, 9 de febrero de 1960) fue un crítico de arte, pintor, libretista y escenógrafo ruso. Con Serguéi Diáguilev y su círculo de amigos fue cofundador de la revista Mir Iskusstva (El mundo del arte) que con su defensa de los movimientos artísticos europeos, especialmente el Impresionismo francés, y su adhesión a la idea del "arte por el arte" fue decisiva en la creación de los Ballets Rusos.

## Comienzos
Alexandre Benois pertenecía a una familia acomodada de origen francés con tradición teatral. Su padre era el arquitecto Nicolas Benois, y su madre Camilla Cavos, de familia italiana. Su bisabuelo fue el compositor Catterino Cavos y su abuelo, el arquitecto Alberto Cavos, reconstruyó en 1856 el Teatro Bolshói de Moscú . Para dar gusto a sus padres Benois estudió Derecho, dedicándose al mismo tiempo a pintar, estudiar arte y frecuentar el teatro. Por su amistad con Diáguilev formó parte de su tertulia de amigos de las artes y participó en la fundación y redacción de la revista progresista Mir Iskusstva (1899-1904). También colaboró con Diáguilev en las pioneras iniciativas de este: la gran exposición de "Retratos históricos rusos" que se celebró en el Palacio Táuride de San Petersburgo en 1905, la "Exposición de Arte ruso" en el Salón de Otoño de París en 1906, y la temporada de ópera rusa en la Ópera de París en 1908. Para esta última Benois creó parte de los decorados para el estreno de Borís Godunov de Músorgski.

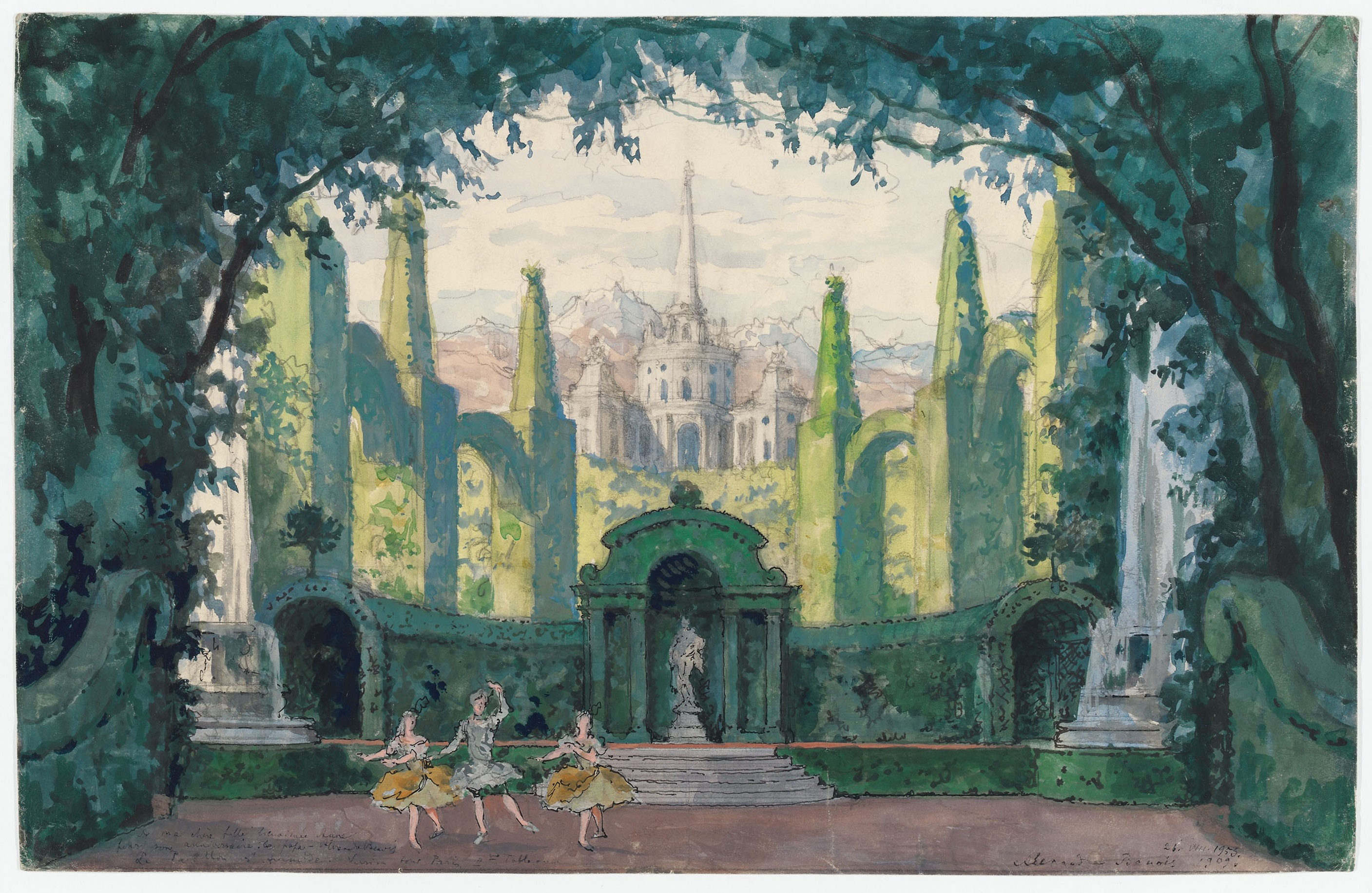
Boceto para Le Pavillon d'Armide, de A.Benois, 1907

## Con los Ballets Rusos
En 1905, Benois llevó a cabo su primera gran escenografía para un ballet, Sylvia de Delibes en el Teatro Mariinski. Y en 1907 trabajó por primera vez con Michel Fokine, recién nombrado coreógrafo titular del Mariinski, en la creación del ballet Le Pavillon d'Armide (mús. Cherepnín). A raíz de ese estreno Benois presentó a Fokine a Diáguilev y puede decirse que así puso en marcha el proyecto de llevar a París una compañía de ballet: los Ballets Rusos. Para la primera visita de los Ballets Rusos en la capital francesa, en la primavera de 1909, Benois contribuyó no sólo con el libreto y la escenografía de  
El Pabellón de Armida sino también con los decorados y los figurines de Las Sílfides y algunas ideas para Cléopâtre. En la siguiente gira a París, en 1910, Benois en estrecha colaboración con Fokine proporcionó el libreto de Sheherezade, participó en la gestación de El pájaro de fuego y realizó unos decorados evocadores para Giselle, protagonizado por Tamara Karsávina y Vaslav Nijinski. 

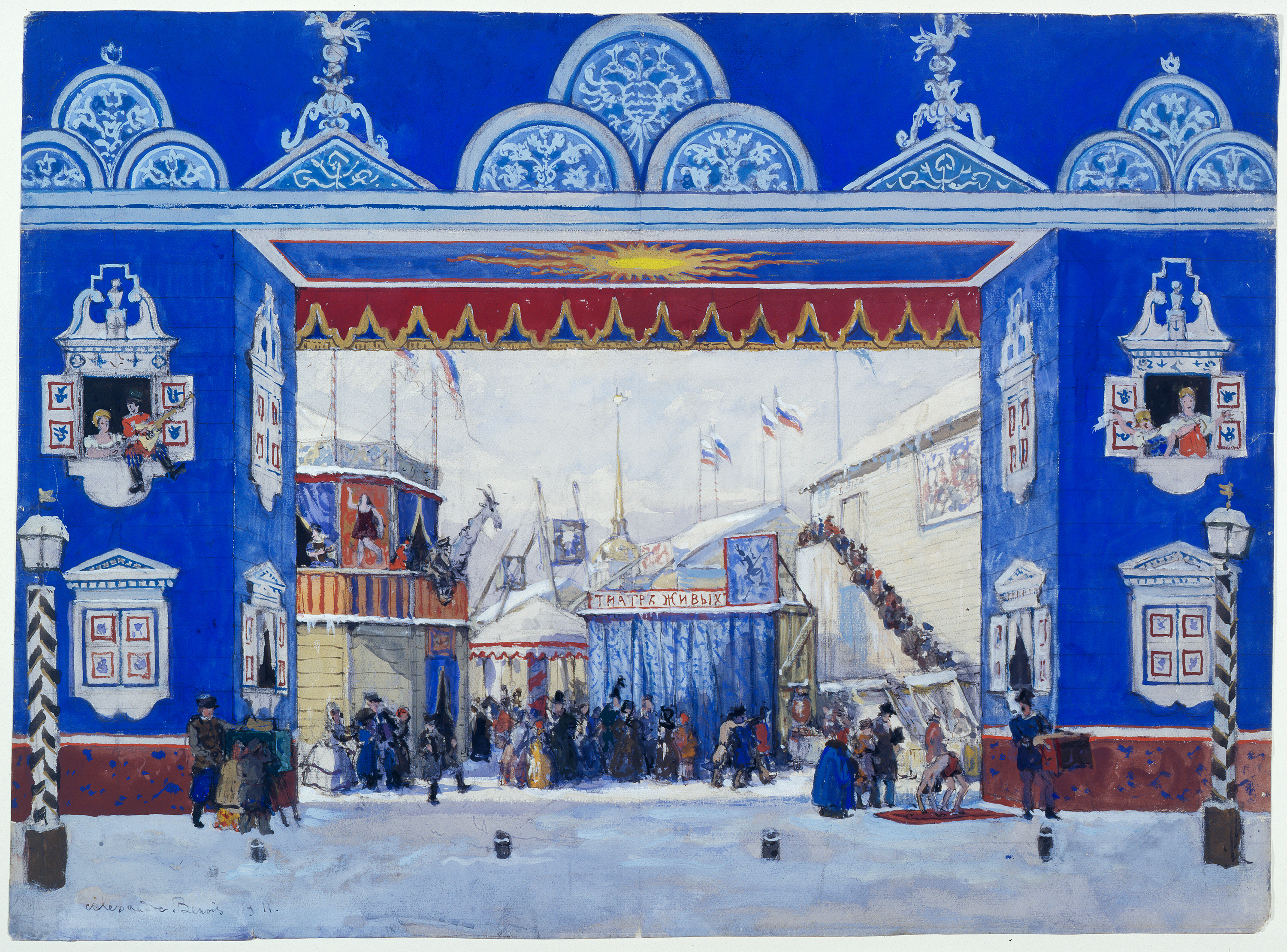
Boceto para Petrushka de A. Benois, 1911

En 1911, se produjo la separación de los Ballets Rusos de su matriz, el Teatro Mariinski, y el traslado de su sede a Montecarlo. Para la temporada parisina de esa primavera Benois, ahora director artístico de la compañía, creó con Fokine Petrushka, sus decorados y vestuario inspirados en el arte popular ruso son considerados un punto culminante de su arte. La relación entre Diáguilev y Benois se empezó a deteriorar por ese tiempo, y en la temporada de 1912 el escenógrafo apenas tuvo una intervención en el ballet Narcisse, con música de Ravel y coreografía de Fokine. La última colaboración de pre-guerra entre Benois y Fokine fue con motivo de la ópera-ballet Le Coq d´or de Rimski-Kórsakov que se estrenó con gran éxito en París en la primavera de 1914. El estallido de la Primera Guerra Mundial en agosto de ese año dispersó a los Ballets Rusos y sus gentes.

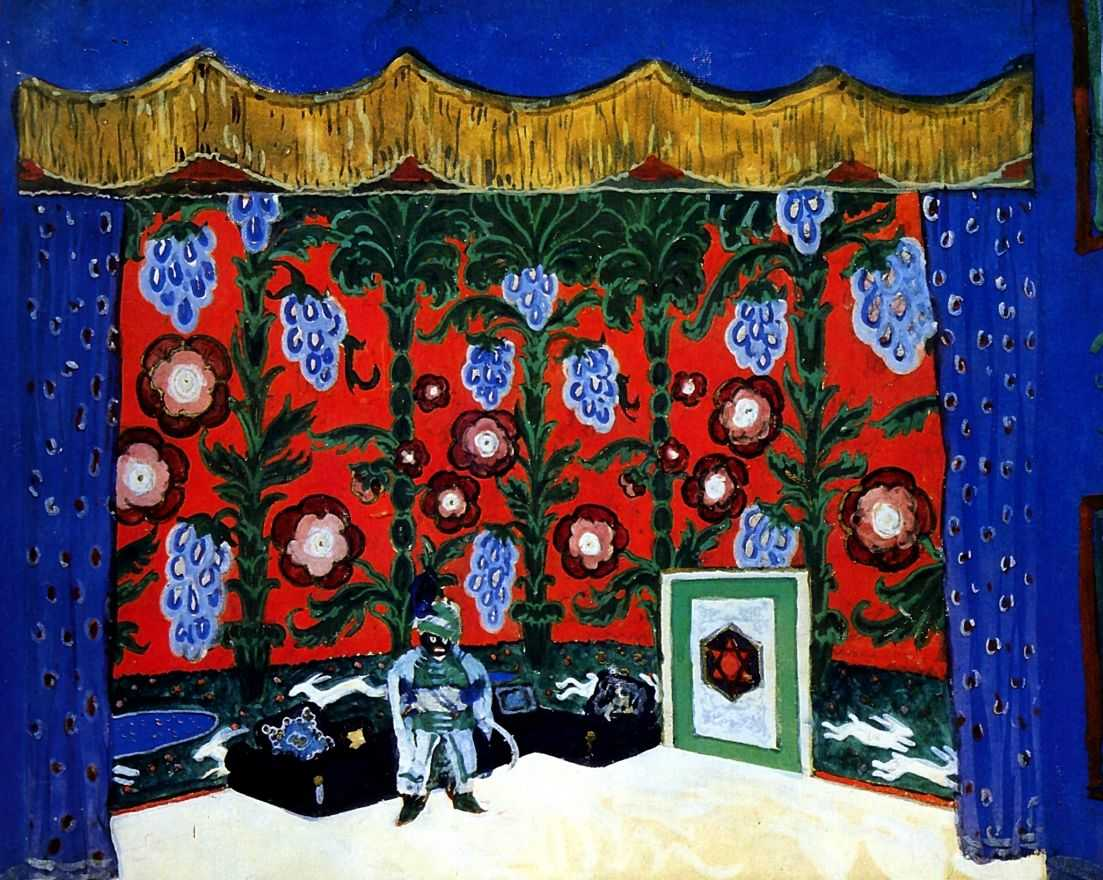
Boceto para Le Coq d´or de A. Benois, 1914

## La Guerra mundial y los años posteriores
Benois regresó a Rusia con su familia y pasó los años de la guerra en San Petersburgo donde también vivió la Revolución rusa de 1917 y sus secuelas. En el verano de 1923, Diáguilev lo invitó a unirse a los Ballets Rusos reconstituidos en Montecarlo para realizar la escenografía de la ópera de Gounod Le Médecin malgré lui. Benois obtuvo un permiso temporal de las autoridades soviéticas para salir del país pero se llevó consigo a su familia con la intención de no volver más. El reencuentro con los Ballets Rusos y con Diáguilev fue una decepción para Benois que se encontró con un ambiente artístico completamente diferente al que él había vivido y vio a su viejo amigo rodeado de colaboradores nuevos, entre ellos Borís Kojnó como libretista, Bronislava Nijinska como coreógrafa titular, Picasso, Marie Laurencin o Braque como escenógrafos. Para Diáguilev Benois se había quedado anticuado y lejos del arte experimental moderno. Aún le encargó unos decorados para un ballet helenista Philémon et Baucis que no se llegó a hacer.
Benois encontró entonces acogida en la compañía de la bailarina-actriz Ida Rubinstein para la que creó en 1928 la escenografía y los figurines de los ballets Les Noces de Psyche et de l`Amour (mús. Bach) y Le Baiser de la fée (mús. Stravinsky, y en 1929 La Valse (mús. Ravel). En los años siguientes, Benois colaboró con los Ballets Russes de Monte-Carlo, la compañía surgida a la muerte de Diáguilev en 1929 con los artistas supervivientes de la disolución de los Ballets Rusos, contribuyendo entre otros trabajos la escenografía y el vestuario de Le Bal de cadets (más conocido como Graduation Ball) (1940), con música de Johann Strauss y coreografía de David Lichine. Entre sus últimas creaciones cabe citar, ya en 1949, los decorados y figurines para Le Moulin enchanté (mús. Schubert) con coreografía de Lichine para el Grand Ballet du Marquis de Cuevas y la escenografía y el vestuario para una reposición del clásico Cascanueces para el London´s Festival Ballet, en 1957.
Las memorias de Benois -- Reminiscences of the Russian Ballet (Londres, 1941) y Memoirs (Londres, 1960) -- son de gran importancia para la historia de los Ballets Rusos y su tiempo.

## Categorías
- Datos: Q319861
- Multimedia: Alexandre Benois / Q319861